# Sončev dvojček
Sónčev dvójček je zvezda, ki se v večini bistvenih značilnosti (spektralni razred, temperatura površja, vrtilna hitrost, masa, spremenljivost in kovinskost) ujema s Soncem in njegovimi vrednostmi. To pomeni, da vse lastnosti bistveno ne odstopajo od vrednosti, ki jih ima naše Sonce. To so tudi ciljne zvezde, ki so privlačni cilji za iskanje zunajosončnih planetov. Vsaj na kakšnem izmed njih bi lahko bilo tudi nezemeljsko življenje, podobno našemu. Če je zvezda podobna Soncu fotometrično, je Sončev analogon. Sončevi analogoni so običajno zvezde iz glavnega niza ali podorjakinje s podobnim barvnim indeksom B-V kot ga ima Sonce (0,65).
Ena od glavnih značilnosti zvezd je spektralni razred, ki temelji na temperaturnih značilnostih fotosfere in z njo povezanih značilnosti večinoma spektra v vidnem delu svetlobe. Naše Sonce je zvezda spektralnega razreda G2V, kar je zelo blizu povprečja znanih zvezd, ki jih lahko opazujemo. Takšne zvezde so tudi najbolj znane, ravno zaradi opazovanja Sonca iz relativne bližine. Zgledi zvezd istega razreda so: Alfa Kentavra A (α Cen A), Kapela (α Aur) in Tau Kita (τ Cet).
Trenutno za Sončeve dvojčke veljajo zvezde:
| ime                       | a [sv.l.]     | sp. r.         | M           | m ⊙=1       | r ⊙=1     | L ⊙=1       | T površja [K] | [Fe/H]  | v [d]   | starost [·106 l] |
| ------------------------- | ------------- | -------------- | ----------- | ----------- | --------- | ----------- | ------------- | ------- | ------- | ---------------- |
| Sonce                     |               | G2V            | 4.83        |             |           |             | 5778          | 1,6     | 25,38   | 4570             |
| Alfa Kentavra A (α Cen A) | 4,365 ± 0,007 | G2V            | 4,38        | 1,100       | 1,227     | 1,519       | 5800          | 130-230 | ?       | 5000-6000        |
| 18 Škorpijona (18 Sco)    | 45,7 ± 0,6    | G1V            | 4,77        | 1,01        | 1,02–1,03 | 1,08        | 5800          | 105-112 | 23      | 4200             |
| 37 Dvojčkov (37 Gem)      | 56,3          | G0V            | 5,74        | 1,1         | 1,03      | 1,25        | 6024          | ?       | <3 km/s | 5500             |
| 51 Pegaza (51 Peg)        | 50,1          | G2.5IVa G4-5Va | 4,51        | 1,06        | 1,15-1,4  | 1,30        | 5665          | 160     | 37      | 7500-8500        |
| Beta Lovskih psov (β CVn) | 27,4 ± 0,2    | G0V            | 4.65        | 1,08        | 1,11      | 1,20        | 5747          | 97      | <3 km/s | ~4000            |
| HD 98618                  | 126           | G5V            | 4,74 ± 0,07 | 1,02 ± 0,03 | 1,00      | 1,06 ± 0,05 | 5843 ± 30     | 1,11    | 24      | 4210 ± 900       |